# G. K. Chesterton
Gilbert Keith Chesterton (pronunciado como /'gɪlbət ki:θ 'ʧestətən/, Londres, 29 de mayo de 1874-Beaconsfield, 14 de junio de 1936), más conocido como G. K. Chesterton, fue un escritor, filósofo y periodista británico católico de inicios del siglo XX. Cultivó, entre otros géneros, el ensayo, la narración, la biografía, la lírica, el periodismo y el libro de viajes.
Se han referido a él como el «príncipe de las paradojas». Su personaje más famoso es el padre Brown, un sacerdote católico de apariencia ingenua, cuya agudeza psicológica lo vuelve un formidable detective, y que aparece en más de cincuenta historias reunidas en cinco volúmenes, publicados entre 1911 y 1935.

## Biografía

### Su familia
Chesterton era hijo de Edward Chesterton (el hijo mayor de los seis de Arthur Chesterton) y de su esposa Marie Louise Grosjean, que se mudaron a Sheffield Terrace, Kensington, tras su matrimonio. Tenían allí una agencia inmobiliaria y topográfica. Por un problema cardiaco Edward abandonó el negocio familiar a una edad no muy avanzada, pero mantuvo aún una renta que le permitió dedicarse a sus inquietudes, que eran la jardinería, el arte y la literatura. 
Los Chesterton-Grosjean tuvieron tres hijos: Beatrice, Gilbert Keith y Cecil. La mayor, Beatrice, murió muy joven. El padre, a quien los hijos llamaban "Mister Ed", les tenía prohibido hablar del tema, las fotos de Beatrice fueron eliminadas de la casa y las que quedaron estaban mirando a la pared, de acuerdo con los datos que Ada Jones (esposa de Cecil) describió en la biografía de los hermanos, titulada "Los Chesterton". El hijo menor, Cecil, nació poco después de Gilbert K., quien se alegró enormemente de su nacimiento, ya que al fin iba a tener con quién discutir. Ada Jones cuenta que un día, durante un paseo familiar, Gilbert K. y Cecil iniciaron un diálogo en medio de un jardín cuando empezó a llover y, a pesar de ello, continuaron la conversación hasta que la terminaron.
Chesterton da comienzo a su Autobiografía relatando el día, año y lugar de su nacimiento. La forma en la que ofrece esa información permite apreciar su fe en la tradición humana, ya que, en su opinión, solo a través de esta se pueden conocer muchas cosas que de otra forma no se podrían saber.

«Doblegado ante la autoridad y la tradición de mis mayores por una ciega credulidad habitual en mí y aceptando supersticiosamente una historia que no pude verificar en su momento mediante experimento ni juicio personal, estoy firmemente convencido de que nací el 29 de mayo de 1874, en Campden Hill, Kensington, y de que me bautizaron según el rito de la Iglesia anglicana en la pequeña iglesia de St. George…»
 Autobiografía

Chesterton fue bautizado en una pequeña iglesia anglicana llamada St. George. Su bautizo pareció deberse a la tradición familiar o a presión social, ya que sus padres no eran devotos creyentes, y podrían definirse como «librepensadores» al estilo de la época victoriana. A ese respecto, Joseph Pearce señala: «La "mera autoridad" no era la de la Iglesia, sino la del convencionalismo».

### Juventud

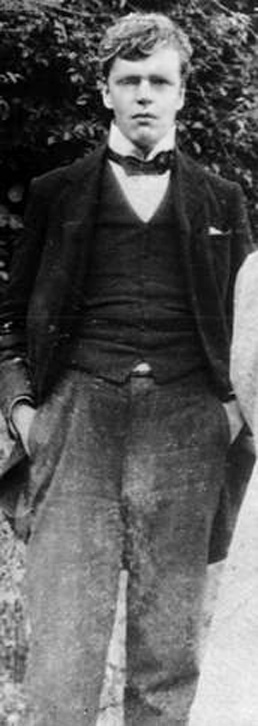
Chesterton, con 24 años.

Su educación preparatoria se inició en «Colet Court» de 1881 hasta 1886, y en enero de 1887 ingresó en un colegio privado de nombre «St. Paul» en Hammersmith Road. Chesterton describió el sistema educativo como «ser instruido por alguien que yo no conocía, acerca de algo que no quería saber».
Después estudió dibujo y pintura en la «Slade School of Fine Art» (1893-1896). Era diestro como dibujante y llegó a contribuir con ilustraciones tanto para sus propias obras, como Barbagrís en escena, como para las de su amigo Hilaire Belloc.
Durante esta época se interesó por el ocultismo. En su Autobiografía señala que dentro del grupo de los que realizaban espiritismo, ocultismo o «juegos con el demonio», él era el único que realmente creía en el demonio. Lo señaló de la siguiente forma:

«Me imagino que ellos no son casos raros. De todos modos, el punto está aquí que bajé lo suficiente como para descubrir al diablo y, aún de algún débil modo, de reconocer al diablo.

Al menos nunca, aún en esta primera etapa vaga y escéptica, me complací muchísimo de los argumentos corrientes sobre la relatividad del mal o la irrealidad del pecado. Quizás, cuando eventualmente emergí como una especie de teórico, y fui descrito como un Optimista, fue debido a que yo era una de las pocas personas en aquel mundo de diabolismo que realmente creía en los diablos.»
Autobiografía

Después de un periodo de autodescubrimiento, se retiró de la universidad sin alcanzar un título y comenzó a trabajar en diferentes periódicos como editor de literatura espiritista y teosofía, asistiendo a reuniones en ambos temas.

### Del agnosticismo al anglicanismo
En su juventud se volvió agnóstico «militante». En 1901 contrajo matrimonio con Frances Blogg, anglicana practicante, que en un principio ayudó a que G. K. se acercara al cristianismo. El matrimonio se mantuvo siempre muy unido y compartieron la fe hasta el final de sus vidas. Ella se involucró en la ayuda y soporte de Chesterton en la gestión de su trabajo y reforzando su tarea vital en todos los aspectos. La inquietud religiosa de Chesterton se refleja claramente en el siguiente artículo:

«No puedes evadir el tema de Dios, siendo que hables sobre cerdos, o sobre la teoría binominal estás, todavía, hablando sobre Él. Ahora, si el cristianismo es… un fragmento de metafísica sin sentido inventado por unas pocas personas, entonces, por supuesto, defenderlo será simplemente hablar de metafísica sin sentido una y otra vez. Pero si el cristianismo resultara ser verdadero – entonces, defenderlo podría significar hablar sobre cualquier cosa, o sobre todas las cosas. Hay cosas que pueden ser irrelevantes para la proposición sobre que el cristianismo es falso, pero ninguna cosa puede ser irrelevante para la proposición sobre que el cristianismo es verdadero»
Daily News

Después, con el paso de los años se acercó cada vez más al Cristianismo. Volvió a la religión de su infancia, al anglicanismo. A la idea del superhombre planteada por Nietzsche y seguida por Shaw y Wells respondió con un ensayo titulado ¿Por qué creo en el Cristianismo?:

Si un hombre se nos acerca (como muchos se nos acercarán muy pronto) a decir, "Yo soy una nueva especie de hombre. Yo soy el superhombre. He abandonado la piedad y la justicia"; nosotros debemos contestar: "Sin duda tú eres nuevo, pero no estás cerca de ser un hombre perfecto, porque él ya ha estado en la mente de Dios. Nosotros hemos caído con Adán y nosotros ascenderemos con Cristo, pero preferimos caer con Satán, que ascender contigo".
¿Por qué creo en el cristianismo?

### Conversión al catolicismo

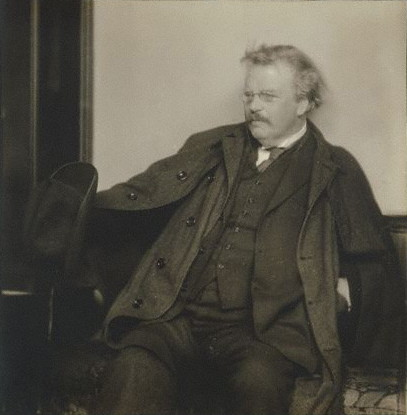
G. K. Chesterton, en los años 20.

Siguiendo con la defensa de su renovada creencia, cada vez se adentraba más y más en los escritos patrísticos. Durante el año 1921 Chesterton no publicó ningún libro, pero sí se dedicó mucho al periódico “The New Witness”. Durante esa época mantuvo una constante correspondencia con Maurice Baring, el Padre John O'Connor y el Padre Ronald Knox, quienes lo ayudaron a ir poco a poco cambiando su pensamiento anglo-católico hacia la fe católica que todos ellos profesaban, todos conversos a su vez..
Y terminó por convertirse a la Iglesia católica, en la cual entró en 1922.
En su búsqueda de la verdad se topó con diversos obstáculos, pero siempre fue con una mentalidad abierta y no se detuvo ante estos muros a no ser que estuviera convencido de que debía derribarlos para poder continuar con su búsqueda. Se le atribuye la frase «No hay que derribar una valla hasta que sepas la razón por la que fue puesta».
Sobre las críticas al conservadurismo de la Iglesia Católica, Chesterton dijo que no quería una Iglesia que se adaptara a los tiempos, ya que el ser humano sigue siendo el mismo y necesita que lo guíen:

Nosotros realmente no queremos una religión que tenga razón cuando nosotros tenemos razón. Lo que nosotros queremos es una religión que tenga razón cuando nosotros estamos equivocados...
La Iglesia católica y la conversión

En el ensayo titulado "¿Por qué soy católico?" se refiere a la Iglesia de Roma de la siguiente forma:

No hay ningún otro caso de una continua institución inteligente que haya estado pensando sobre pensar durante dos mil años. Su experiencia naturalmente cubre casi todas las experiencias, y especialmente casi todos los errores. El resultado es un mapa en el que todos los callejones ciegos y malos caminos están claramente marcados, todos los caminos que han demostrado no valer la pena por la mejor de las evidencias; la evidencia de aquellos que los han recorrido.
"¿Por qué soy Católico?"

El influjo católico lo recibió por diferentes partes. Sir James Gunn pintó un cuadro en el que aparecen Chesterton, Hilaire Belloc y Maurice Baring (tres amigos que compartían mesa y también filosofía y creencias), al que tituló «The Conversation Piece» (La Pieza de Conversación). La mayor influencia se dio a través del párroco Padre John O'Connor, en quien Chesterton se apoyó. Decía Chesterton que sabía que la Iglesia Romana tenía un conocimiento superior respecto del bien, pero jamás pensó que tuviera ese conocimiento respecto del mal, y fue el Padre O’Connor quien, en las largas caminatas que realizaban juntos, le demostró que él conocía el bien tal cual como G.K. suponía, pero que además conocía la maldad, y estaba muy enterado de ella, principalmente gracias al Sacramento de la Confesión, ya que allí escuchaba tanto cosas buenas como cosas malas.
Siguiendo con la metáfora del mapa, plantea que la Iglesia católica lleva una especie de mapa de la mente que se parece mucho a un mapa de un laberinto, pero que de hecho es una guía para el laberinto. Ha sido compilada por el conocimiento, que incluso considerándolo como conocimiento humano, no tiene ningún otro paralelo en la historia de la humanidad..
La conversión de Chesterton al catolicismo causó un revuelo semejante al que provocó la del cardenal John Henry Newman o la de Ronald Knox.

### Ingenio visual
Chesterton era un hombre grande físicamente, medía 6 pies y 4 pulgadas (1.93 m) y pesaba 286 libras (130 kg). Esta peculiaridad dio origen a una famosa anécdota. Durante la Primera Guerra Mundial, una mujer en Londres le preguntó por qué no estaba "afuera en el Frente", a lo que él respondió: "Si te colocas de lado, verás que sí estoy muy afuera al frente". En otra ocasión, Chesterton le comentó a su amigo George Bernard Shaw: "Al verte, cualquiera pensaría que una hambruna asoló Inglaterra", a lo que este respondió: "Al verte, cualquiera pensaría que tú causaste la hambruna". P. G. Wodehouse describió en una ocasión un sonido de choque muy fuerte "como si G.K. Chesterton cayera sobre una lámina de hojalata".
Chesterton solía llevar una capa y un sombrero arrugado, con un palo espada en la mano, y un cigarro colgando de su boca. Tenía tendencia a olvidar a dónde se suponía que debía ir, y a perder el tren que debería llevarlo a ese lugar. Se contaba que en muchas ocasiones le enviaba un telegrama a su esposa, Frances, desde algún lugar lejano, escribiéndole cosas como "Estoy en el Mercado Harborough. ¿Dónde debería estar?". A lo que su esposa respondía "En casa". Debido a estos casos de falta de atención, y el hecho de que Chesterton era extremadamente torpe de niño, se ha especulado que Chesterton era un caso no diagnosticado de dispraxia o de trastorno por déficit de atención.

### Agonía y muerte

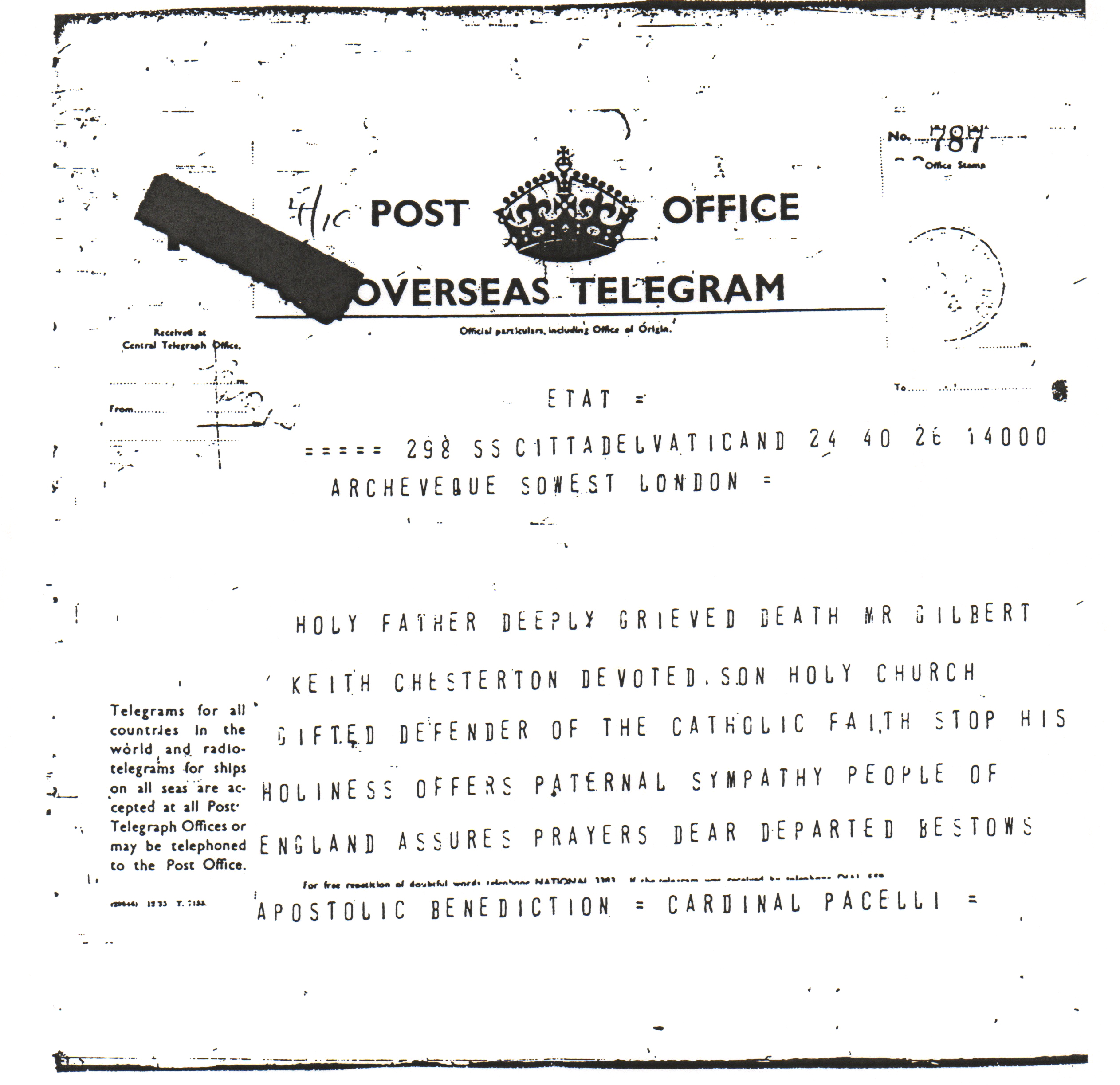
Telegrama de condolencias enviado por el cardenal Eugenio Pacelli, futuro Pío XII, en nombre del papa Pío XI.

Maisie Ward, en su biografía de Chesterton, escribió que durante su última convalecencia, tras despertar de una especie de ensueño, dijo: “El asunto está claro ahora. Está entre la luz y las sombras; cada uno debe elegir de qué lado está”.
El 12 de junio se encontraba con el E.C. Bentley, y más tarde llegó el párroco Monseñor Smith para ungirle con los santos óleos. Tras la partida de este, apareció el reverendo Vincent McNabb, quien entonó el “Salve Regina” junto a la cama del convaleciente que se encontraba inconsciente. En su biografía, Joseph Pearce señala que el padre McNabb «…vio la pluma de Chesterton sobre la mesilla de noche y la cogió y la besó».
Frances, quien estuvo durante toda su convalecencia al lado de su marido, lo vio despertar por última vez, estando presentes ella y Dorothy, la hija adoptiva de ambos. Al reconocerlas, Chesterton dijo: «Hola, cariño». Luego, dándose cuenta de que Dorothy también estaba en el cuarto, añadió: «Hola, querida». Estas fueron sus últimas palabras. Pearce continúa el relato diciendo que estas últimas palabras no son lo que muchos esperarían de uno de los más grandes escritores del siglo XX, y señala: «Aun así, sus palabras fueron sumamente apropiadas; en primer lugar, porque estaban dirigidas a las dos personas más importantes de su vida: su mujer y su hija adoptiva; y en segundo lugar, porque eran palabras de saludo y no de despedida, significaban un comienzo y no el final de su relación».
El padre Vincent McNabb relató su último encuentro con Chesterton de la siguiente forma:

"Fui a verlo cuando murió. Pedí estar solo con el hombre moribundo. Allí aquel gran marco estaba en el calor de la muerte; la gran mente se preparaba, sin duda, a su propio modo, para la vista de Dios. Esto era el sábado, y pensé que quizás en otros mil años Gilbert Chesterton podría ser conocido como uno de los cantantes más dulces de aquella hija de Sion siempre bendita, María de Nazareth. Sabía que las calidades más finas de los Cruzados eran una de las dotaciones de su gran corazón, y luego recordé la canción de los Cruzados, el Salve Regina, que nosotros los Blackfriars cantamos cada noche a la Señora de nuestro amor. Dije a Gilbert Chesterton: "Usted oirá la canción de amor de su madre". Y canté a Gilbert Chesterton la canción del Cruzado: "Saludos, Reina Santa!"
Vincent McNabb

En 1940, cuatro años después del deceso, Hilaire Belloc escribió un ensayo titulado "Sobre el lugar de Gilbert Chesterton en las letras inglesas", que concluye de la siguiente manera:

What place he may take according to that lesser standard I cannot tell, because many years must pass before a man's position in the literature of his country can be called securely established.
We are too near to decide on this. But because we are so near and because those (such as I who write this) who were his companions, knew him through his very self and not through his external activity, we are in communion with him. So be it. He is in Heaven.
Qué puesto le correspondería conforme a ese criterio inferior no puedo decirlo, porque muchos años deben pasar antes de que el lugar de un hombre en la literatura de su país quede firmemente establecido.
Estamos muy próximos para decidir sobre esto. Pero porque estamos tan próximos y porque aquellos (como el que esto escribe) que fueron sus compañeros le conocieron por sí mismo y no por su actividad externa, estamos en comunión con él. Así sea. Él está en el Cielo.
Hilaire Belloc

## Ideas principales de Chesterton
Chesterton ha sido etiquetado como conservador porque destaca valores de la tradición y del mundo antiguo —sobre todo medieval—, pero realmente, su pensamiento es el del tradicionalismo político. Su método es esencialmente moderno y original: tras una crisis de juventud, estableció unas condiciones y un ideal para la vida humana, al que siempre fue fiel. Cuando se dio cuenta de que ya existía —y era el propuesto por el cristianismo— comenzó su acercamiento al mismo, aunque hasta 1922 no se hizo católico (ver más arriba).
Chesterton escribe desde una perspectiva cristiana: para él, el cristianismo es como la llave que permite abrir la cerradura del misterio de la vida, porque hace encajar las distintas piezas (Autobiografía). Los dogmas no son una jaula, sino que marcan un camino hacia la verdad y la plenitud; de hecho, todos tenemos dogmas, más o menos inconscientes, que es otra de sus tesis recurrentes. Sus argumentos nunca son teológicos, sino basados en la razón, la experiencia y la historia, y en defensa de la sensatez —en inglés sanity— ante el alocado mundo moderno, al que sin embargo amaba, implicándose profundamente en su transformación a través de sus escritos y sus empresas periodísticas, como el GK's Weekly.
El punto de partida de Chesterton es el asombro por la existencia, pues podríamos no ser. Hay un mundo real ahí fuera que —a pesar de sus contradicciones— es esencialmente bueno y hermoso, y por tanto hay que estar alegres y llenos de agradecimiento.
Pero ni el mundo, ni la existencia personal ni la colectiva están resueltas, en el sentido de comprenderlas perfectamente. Son un misterio —o conjunto de misterios— que tenemos que desentrañar. Por eso, a Chesterton le gustan tanto las novelas de detectives, y por lo mismo, sus escritos tienen un importante contenido filosófico (por su método y su profundidad) y sociológico (por la agudeza de su análisis social). La razón es un instrumento para conocer el mundo, pero solo uno más: el arte, la imaginación, el misticismo o la experiencia de la vida son otras tantas herramientas imprescindibles. Como el mundo moderno solo confía en ella, genera comportamientos o ideas más o menos irracionales o cuando menos, poco racionales; "Loco es aquél que lo ha perdido todo menos la razón" (Ortodoxia, Cap.1). Por lo mismo, Chesterton es profundamente enemigo del sentimentalismo, la contrapartida del racionalismo.
El hombre —hoy diríamos ser humano— necesita por tanto una visión completa de la vida. Su ideal de vida es el del hombre corriente, no el modelo que proponen o llevan a cabo ni los ricos ni los intelectuales: esto es importante, porque el mundo moderno, dirigido racionalmente por los poderosos —material o intelectualmente— es un engendro “poblado por las viejas virtudes cristianas que se han vuelto locas. Y se han vuelto locas, de sentirse aisladas y de verse vagando a solas” (Ortodoxia, Cap.3).
El ser humano anda siempre en busca de un hogar: algunos lo tienen más claro, pero otros buscan y buscan durante toda su vida: al fin y al cabo, cada uno tiene que resolver su misterio —él lo hizo a los 22 años—: los seres humanos tenemos la libertad —"Dios no nos ha dado los colores en el lienzo, sino en la paleta" (Los países de colores, Cap.7)— para elegir nuestras ideas y configurar nuestra vida. El papel de la mujer en el desarrollo de la familia es para Chesterton tan importante que su forma de hablar sobre ella puede malinterpretarse si nos limitamos a la literalidad de las palabras. Esto es así porque nuestro tiempo da mucho mayor valor al individualismo y más todavía a una forma de entender lo público, como superior a lo privado. Sin embargo, el ámbito de la amistad y las relaciones sociales es más verdadero y más gratificante: familia, amigos, vecinos, constituyen esa ampliación del hogar que genera el patriotismo –que no nacionalismo, que conduce al imperialismo.
Para que todo el mundo tenga un hogar en condiciones, es preciso que la propiedad esté adecuadamente repartida. Capitalismo y socialismo reducen la propiedad de los hombres porque ambos tienden al monopolio (sea en manos privadas, sea estatales), y así propone un sistema alternativo a ambos: el distributismo, en el que el papel del Estado es subsidiario y los seres humanos tratan de resolver sus problemas en lugar de abandonarlos en manos del mercado, políticos y técnicos especialistas.
En el ambiente cientifista del mundo moderno —con su reducción del hombre a mera naturaleza—, la cuestión del modo de conocer, percibir e interpretar de la gente es una de las que más atraen a Chesterton, que se asombra paradójicamente del desprecio de lo que es dado por supuesto —las pequeñas maravillas cotidianas— y de cómo las personas tienden a valorar más determinadas situaciones extraordinarias. Su alegre vitalismo de la vida corriente es opuesto al del superhombre de Nietzsche tanto como al carpe diem materialista. La virtud por excelencia del hombre es la sensatez, que nos hace saber estar ante la vida y el mundo (Herejes).
La idea de progreso —tan querida al mundo moderno— es irónicamente criticada por Chesterton: es falsa como tendencia y como creencia, y confunde nuestra percepción, ya que todo es relativo a los ideales que se poseen y dirigen nuestra acción. Optimismo (moderno) y pesimismo (postmoderno) son dos conceptos recurrentemente criticados en los escritos de Chesterton: tienen que ver con la forma de ver y de organizar el mundo.
Su estilo y su método no se pueden separar: Alarmas y digresiones, Enormes minucias —ejemplos de títulos de sus obras— conviven y se alternan en sus brillantes escritos. Se le considera maestro de la paradoja (ver más arriba), pero es solo un recurso de exposición: su verdadero método es siempre tratar de llegar al fondo de argumentos y comportamientos, para mostrar los errores que nos alejan de la sensatez. De hecho, hubo una época —la cristiandad medieval, denostada hoy día como sinónimo de retraso y oscurantismo— en la que el ideal pudo acercarse a la realidad, pero el poder de los reyes y los más fuertes acabó con esas condiciones, creando Estados ambiciosos e imperialistas, que hoy parecen lo más natural del mundo y que la globalización ya está modificando, pues son meras construcciones humanas.

## Distributismo

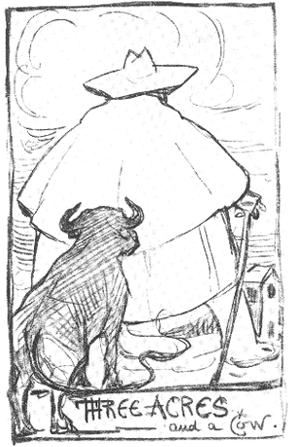
Autorretrato del propio Chesterton con el eslogan del distributismo, Tres acres y una vaca.

Gilbert Keith y Cecil Chesterton, junto con Hilaire Belloc, fueron los pioneros en el desarrollo del distributismo, una tercera vía económica, diferente al capitalismo y al socialismo, cuya base se encuentra en la doctrina social de la Iglesia, que surgió a partir de la encíclica del papa León XIII, Rerum novarum.
En 1926 Chesterton y Belloc lograron por fin darle forma a un proyecto que venían ideando desde hacía bastante tiempo. La forma de este proyecto era una sociedad o, mejor dicho, una liga, a la cual llamaron "Liga Distribucionista"; los grandes ideólogos de ella fueron ambos más el padre Vincent McNabb. La principal vía de promoción de la liga se dio a través del periódico de Gilbert, intitulado G.K. Weekly (El semanario de G.K.). En la primera reunión de la liga Chesterton fue nombrado presidente, cargo que mantuvo hasta su muerte. Al poco tiempo, como señala Luis Seco en su biografía del autor: «…se abrieron secciones de la liga en Birmingham, Croydon, Oxford, Worthing, Bath y Londres»
Una síntesis de las ideas principales de Chesterton sobre este tema fue publicada en 1927 con el título The Outline of Sanity, traducida de diversas formas al español —la última, en España con el nombre de Los límites de la cordura—, aunque quizá la más adecuada sea Esbozo de sensatez.
Posteriormente la teoría distributista siguió su desarrollo en manos de Dorothy Day y Peter Maurin, y su mayor defensor en los últimos tiempos fue E. F. Schumacher (1911-1977) autor de Lo pequeño es hermoso.

## Obra
Chesterton escribió alrededor de 80 libros, varios cientos de poemas, alrededor de 200 cuentos e innumerables artículos, ensayos y obras menores.
Al comienzo de su carrera se hizo conocido por sus artículos periodísticos, y dio un gran salto cuando publicó su primera novela El Napoleón de Notting Hill (1904), que inspiró a Michael Collins en su defensa irlandesa ante los ingleses. A esta le siguieron otros libros de crítica, como Dickens (1906) y G.B. Shaw (1909).
Iba perfilando así sus opiniones, que exponía con un aire acentuadamente polémico y no exento de humor. Combatía todo lo que consideraba errores modernos: al racionalismo y al cientificismo oponía el sentido común, la fe y la filosofía medieval, en particular la de Tomás de Aquino; a la crueldad de la civilización industrial y capitalista, el ideal social de la Edad Media, que para él se traducía modernamente en el ideal distributista.
Tras las huellas de una obra titulada Herejes (1905), Chesterton publicó tres años después "Ortodoxia" (1908), que refleja la historia de su evolución espiritual (que más tarde lo llevó al seno de la Iglesia católica). Su actitud apologética se refleja en otra obra de esos años, titulada La Esfera y la Cruz (1910).
Su actitud ante los problemas sociales la definió en Qué está mal en el mundo (1910). De 1908 data su novela más conocida, El hombre que fue jueves, una alegoría sobre el mal y el libre albedrío.
En 1912 compuso La Balada del Caballo Blanco, extenso poema épico sobre el rey Alfredo el Grande y su defensa del reino de Wessex contra los daneses el año 878, y del cual C. S. Lewis sabía muchos versos.
J. R. R. Tolkien, que en su juventud lo consideraba excelente, en una carta a su hijo comenta que lamentablemente G. K. Chesterton, con toda la admiración que le merecía, no conocía nada sobre lo nórdico.
En 1922 publicó Mi visión de Estados Unidos, fruto de su primer viaje a Estados Unidos y Canadá.
De 1925 es El hombre eterno, que versa sobre la Historia del mundo, y está dividido en dos partes, la primera trata sobre la humanidad hasta el año 0 y la segunda desde ese año en adelante. Este libro nació como reacción a uno publicado por H. G. Wells sobre la Historia de la Humanidad, al cual, tanto Chesterton como Belloc, le criticaban que de sus cientos de páginas, las dedicadas a Jesús eran ínfimas. Algunos afirmaron que El hombre eterno fue su libro más trascendente a causa de su influencia en literatos como C.S. Lewis y Evelyn Waugh.
Sus obras son frecuentemente editadas en otros idiomas. En la Argentina su pensamiento ha adquirido un auge todavía mayor desde finales del siglo XX, dadas las constantes reediciones y la aparición de obras desconocidas para el público de habla hispana: Mi visión de Estados Unidos, La Iglesia católica y la conversión, De todo un poco, La Tierra de los Colores, La Nueva Jerusalén, Cien años después, etc.
Aunque nunca escribió un solo libro de aforismos, es considerado como un prolífico y excelente aforista; y es porque toda su amplia obra, en sus distintos géneros literarios, está plagada de infinitud de aforismos. Muchos estudiosos de los aforismos los extraen de sus obras para darlos a conocer, propiciando así la edición de libros de aforismos del autor.

### El Padre Brown
En el primer relato (La cruz azul) del primer libro, Chesterton describe al Padre Brown a través de los ojos del detective Valentine.

”El pequeño sacerdote era la esencia misma de aquellas llanuras Orientales;
tenía una cara redonda y embotada como un buñuelo de Norfolk; tenía unos ojos tan vacíos como el Mar del Norte, y llevaba varios paquetes de papel de estraza que no conseguía mantener juntos”.
La Cruz Azul

La popularidad a mayor escala la consiguió con una serie de relatos policíacos en los que el personaje del Padre Brown, sacerdote católico de aspecto humilde, descuidado e inofensivo, acompañado siempre de un gigantesco paraguas, suele resolver los crímenes más enigmáticos, atroces e inexplicables gracias a su conocimiento de la naturaleza humana antes que por medio de piruetas lógicas o grandes deducciones.
La habilidad del autor consiste en sugerir que la explicación "irracional" es la única y la más racional, para después revelar la sencilla respuesta al misterio. O dicho de modo diferente: en casos donde se invoca la presencia de lo sobrenatural y otros se convencen rápidamente de la obra de un milagro o de la intervención de Dios, el Padre Brown, a pesar de su devoción, es hábil para encontrar de inmediato la explicación más natural y perfectamente ordinaria a un problema en apariencia insoluble.
Chesterton compuso alrededor de una cincuentena de relatos con este personaje, publicados originalmente entre 1910 y 1935 en revistas británicas y estadounidenses. Luego se recopilaron en cinco libros (El candor del Padre Brown, La sagacidad del Padre Brown, La incredulidad del Padre Brown, El secreto del Padre Brown y El escándalo del padre Brown). Tres cuentos fueron publicados más tarde: "La vampiresa del pueblo", "El caso Donnington", descubierto en 1981, y "La máscara de Midas", terminado poco antes de la muerte del autor y hallado en 1991.
Hay traducción de todos ellos en Los relatos del padre Brown (Acantilado), por Miguel Temprano García, de 2008. La más reciente es "El Padre Brown. Relatos completos" (Ediciones Encuentro), de 2017, con las mejores traducciones de sus libros.
El personaje del Padre Brown fue llevado numerosas veces a la pantalla; entre las más conocidas figuran las adaptaciones de Edward Sedgwick (1934), Robert Hamer (1954, con Alec Guinness en el papel principal) y la serie televisiva inglesa de 1974 protagonizada por Kenneth More.

### Su estilo
Siempre se caracterizó por sus paradojas: comenzaba sus escritos con alguna afirmación que parece de lo más normal, haciendo ver que las cosas no son lo que parecen, y que muchos dichos se dicen sin pensarlos a fondo. Cabe destacar que siempre se apoyaba en la argumentación que en su denominación latina es llamada reductio ad absurdum:

"He aquí una frase que oí el otro día a una persona muy agradable e inteligente, y que cientos de veces he oído a cientos de personas. Una joven madre me dijo: «No quiero enseñarle ninguna religión a mi hijo. No quiero influir sobre él; quiero que la elija por sí mismo cuando sea mayor.» Ése es un ejemplo muy común de un argumento corriente, que frecuentemente se repite, y que, sin embargo, nunca se aplica verdaderamente".
Charlas, II, Acerca de las nuevas ideas 

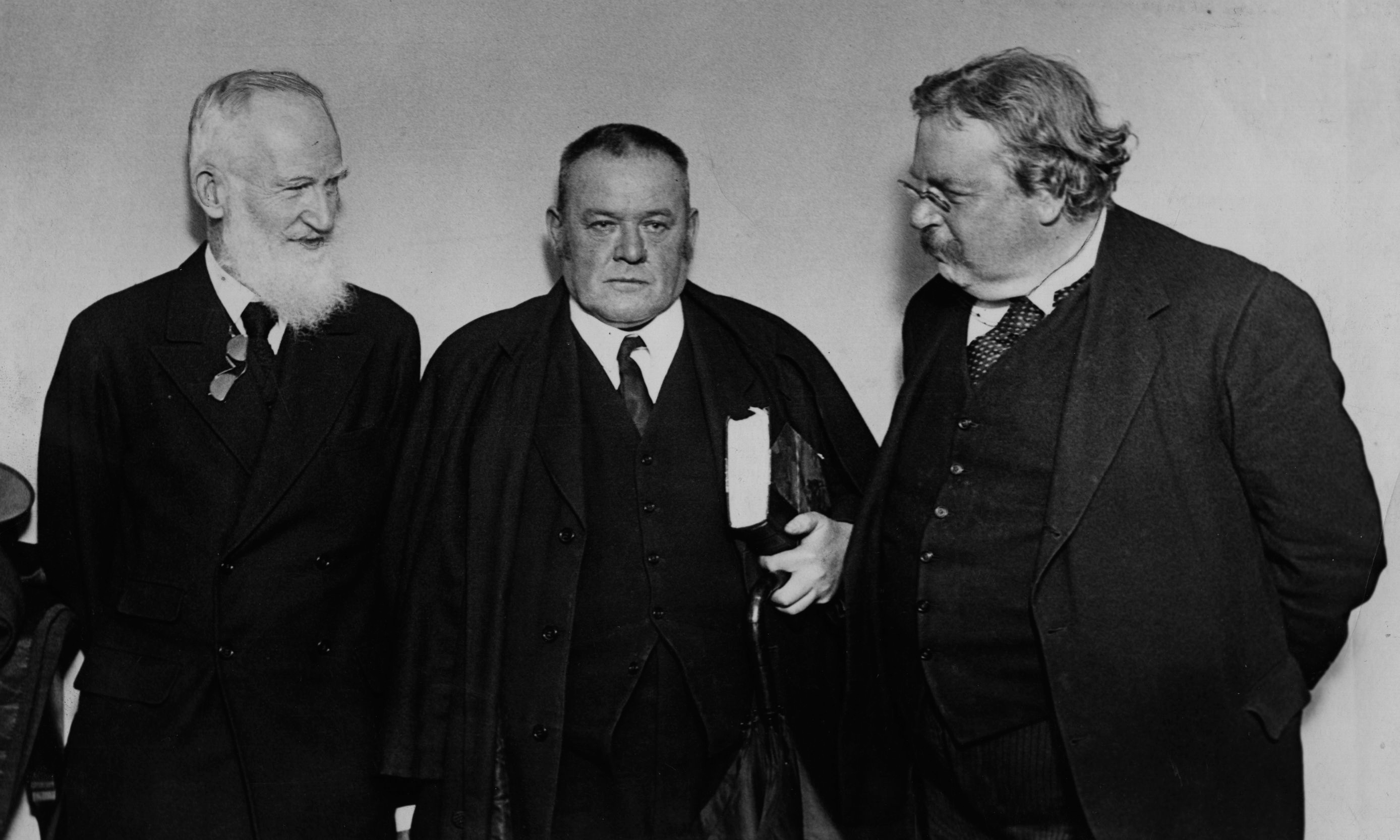
George Bernard Shaw, Hilaire Belloc y Chesterton.

Un ejemplo puede ser su novela El hombre que fue jueves, en la que un investigador se infiltra en una sociedad anarquista para descubrir al fin, sorprendido, que la sociedad anarquista está enteramente formada por espías infiltrados en ella, incluido su mismo presidente.
Su amistad con George Bernard Shaw lo llevó a mantener una larga correspondencia y tratar sobre los temas más diversos y debatir abiertamente en los periódicos de la época, como también con otros personajes intelectuales como H.G. Wells. En 1928 Shaw debatió en público con Chesterton y Hilaire Belloc bajo el título ¿Estamos de acuerdo? Algo que todos sabían que su respuesta era… ¡no!. Después de la introducción al debate por parte de Belloc, Shaw comenzó su argumentación haciendo una comparación entre los escritos de ambos. Shaw, ganador del Premio Nobel en 1925, y de un Oscar al Mejor Guion Adaptado, describió el estilo literario de las novelas detectivescas de Chesterton de la siguiente manera: 

El Sr. Chesterton cuenta e imprime las más extravagantes mentiras. Toma sucesos ordinarios de la vida humana- del hombre común de la clase media- y les da un monstruoso, extraño y gigantesco contorno. Llena jardines suburbanos con los homicidios más imposibles, y no sólo inventa los homicidios, sino que también triunfa en descubrir al homicida que nunca cometió los homicidios. Yo hago una cosa muy parecida. Yo promulgo mentiras en la forma de obras; pero mientras el Sr. Chesterton toma eventos que ustedes considerarían ordinarios y los hace gigantes y colosales para revelar su esencia milagrosa, yo estoy más inclinado a tomar estas cosas en sus completos lugares comunes, y entonces introducir entre ellos escandalosas ideas que escandalizan a los ordinarios espectadores (de la obra) y los envía preguntándose si acaso él había estado parado sobre su cabeza toda su vida, o si acaso yo estaba parado en la mía.
¿Estamos de acuerdo?

Su estilo, fundado en la paradoja y la parábola o relato simbólico, lo acerca a su contemporáneo Franz Kafka, según Jorge Luis Borges, un profundo admirador suyo.
Chesterton, en sus novelas del Padre Brown cuenta historias como la de un hombre asesinado por sus sirvientes mecánicos (El hombre invisible); o de un libro que produce la muerte de quien lo lee (El maligno influjo del libro). En La honradez de Israel Gow narra la historia de un extraño aristócrata que muere en su castillo donde lo acompañaba un criado discapacitado intelectualmente, que es el único que lo ha visto los últimos años y no quiere decir qué ha sucedido con todo el oro que misteriosamente ha desaparecido sin dejar rastro, especialmente en imágenes religiosas que «no están simplemente sucias ni han sido rasguñadas o rayadas por ocio infantil o por celo protestante, sino que han sido estropeadas muy cuidadosamente y de un modo muy sospechoso. Donde quiera que aparecía en las antiguas miniaturas el antiguo nombre de Dios, ha sido raspado laboriosamente. Y sólo otra cosa ha sido raspada: el halo en torno a la cabeza del niño Jesús...». Narra la historia de una muchacha rica que aparece muerta al caer por el hueco de un ascensor y lo que parece un simple accidente deja de serlo al aparecer una extraña nueva secta de la cual ella formaba parte y que adora al sol ( en El ojo de Apolo), o de un héroe histórico que es mostrado bajo un perfil extraño y aterrador al descubrir el padre Brown la verdad oculta tras el mito (La muestra de la espada rota).
Otra de las más notables antologías del autor es El hombre que sabía demasiado, donde el investigador Horne Fisher resuelve crímenes, más por su profundo conocimiento de las intimidades de los involucrados en cada caso que por sus conocimientos acerca de todas las ramas del saber humano.

## Cronología de sus obras

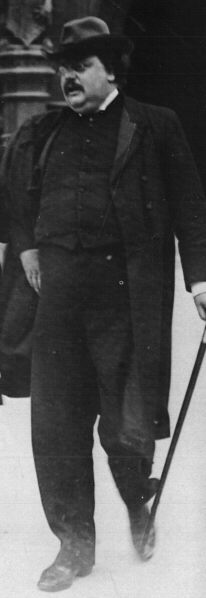
G.K. Chesterton caminando por FleetStreet.

### Poemas
- 1900: Barba Gris en Escena
- 1900: El caballero salvaje y otros poemas
- 1911: La Balada del Caballo Blanco
- 1915: Poemas
- 1922: La balada de Santa Bárbara y otros poemas
- 1926: La reina de siete espadas libro de 24 poemas religiosos
- 1930: La tumba de Arturo

### Cuentos

#### El padre Brown
- 1911: La inocencia del padre Brown
- 1914: La sabiduría del padre Brown
- 1926: La incredulidad del padre Brown
- 1927: El secreto del padre Brown
- 1929: Father Brown omnibus
- 1935: El escándalo del padre Brown

#### Otros libros de cuentos
- 1905: El club de los negocios raros
- 1922: El hombre que sabía demasiado
- 1925: Cuentos de arco largo
- 1929: El poeta y los lunáticos
- 1930: El club de los incomprendidos
- 1937: Las paradojas del señor Pond

### Artículos
- 1901: The Defendant
- 1902: Doce tipos
- 1905: All Things Considered
- 1909: Tremendous Trifles
- 1911: Alarms And Discursions
- 1923: Fancies Versis Fads
- 1927: The Outline of Sanity
- 1933: All I Survey
- 1935: The Well and the Shallows
- 1950: El hombre común
- 1958: Lunacy and Letters (Lectura y locura)
- 1964: The Spice of Life and Other Essays
- 1975: The Apostle and the Wild Ducks

### Novelas
- 1894: Basil Howe
- 1904: El Napoleón de Notting Hill
- 1908: El hombre que fue jueves
- 1909: La esfera y la cruz
- 1912: El hombre vivo
- 1914: La taberna errante
- 1927: El retorno de Don Quijote

### Ensayos
- 1905: Herejes
- 1908: Ortodoxia
- 1910: Lo que está mal en el mundo
- 1911: Apreciaciones y críticas sobre las obras de Charles Dickens
- 1913: La Época Victoriana en la literatura
- 1914: La barbarie en Berlín o El apetito de la tiranía
- 1917: Una historia corta de Inglaterra
- 1919: Impresiones irlandesas
- 1920: La Nueva Jerusalén libro de viajes de naturaleza miscelánea
- 1920: La superstición del divorcio
- 1925: El hombre eterno
- 1927: La iglesia católica y conversión
- 1928: ¿Estamos de Acuerdo?
- 1930: The Resurrection of Rome
- 1936: Autobiography

### No ficción
- 1922: Mi visión de Estados Unidos

### Biografías
- 1903: Robert Browning
- 1904: G. F. Watts
- 1906: Charles Dickens
- 1909: George Bernard Shaw
- 1910: William Blake
- 1923: San Francisco de Asís
- 1925: William Cobbett
- 1927: Robert Louis Stevenson
- 1932: Chaucer
- 1933: Santo Tomás de Aquino

### Teatro
- 1913: Magic
- 1927: The Judgment of Dr. Johnson
- 1932: The Surprise

## Influencias
- El hombre eterno contribuyó a que C. S. Lewis se convirtiera al cristianismo. En una carta a Sheldon Vanauken (14 de diciembre de 1950)[32] Lewis llama al libro "el mejor y más popular libro sobre apologética que conozco" y a Rhonda Bodle escribió (31 de diciembre de 1947)[33] "La mejor y más popular defensa de la posición del Cristianismo que conozco es El hombre eterno de G.K. Chesterton" El libro también fue citado en la lista de los 10 libros que “formaron mi vocación y mi actitud hacia la filosofía.[34]
- La biografía de Charles Dickens tuvo una gran influencia en el renacimiento de la popularidad de las obras de Dickens al igual que una seria reconsideración de sus obras por los estudiosos. Considerada por T.S. Eliot, Peter Ackroyd, y otros, el mejor libro escrito sobre Dickens.
- La novela The Napoleón of Notting Hill era una de las favoritas de Michael Collins quien luego sería uno de los líderes del movimiento independentista de Irlanda.[35]
- El libro Ortodoxia de Chesterton es considerado por muchos como un clásico de la literatura religiosa. Philip Yancey dijo que si a él lo mandaran a "una isla desierta … y eligiera sólo un libro aparte de la Biblia, yo podría muy bien elegir la propia travesía espiritual de Chesteton, Ortodoxia".[36]
- El escritor Neil Gaiman ha declarado que The Napoleon of Notting Hill tuvo una gran influencia en su libro Neverwhere. Gaiman también se basó para su personaje Gilbert, de su historieta The Sandman, en Chesterton, e incluyó una cita de "The Man who was October", un libro que Chesterton escribió solamente en sus "sueños", al final de Season of Mists. La novela Good Omens o "Buenos Presagios", escrita junto a Terry Pratchett está dedicada a "la memoria de G.K. Chesterton: Un hombre que sabía lo que estaba sucediendo".
- Su apariencia física y, aparentemente, algunas de sus formas de actuar, fueron la inspiración directa para el personaje del Dr. Gideon Fell, un conocido detective creado a principios de los años 1930 por el escritor de misterios anglo-estadounidense John Dickson Carr.
- Las obras de Chesterton han inspirado a artistas como Daniel Amos y Terry Scott Taylor de 1970s hasta 2000. Daniel Amos mencionó a Chesterton por su nombre en la canción del 2001 titulada Mr. Buechner's Dream.
- Algunos conservadores han sido influenciados por su apoyo al distributismo.
- La Inocencia del Padre Brown es citada por Guillermo Martínez como una de sus inspiradoras para su novela Crímenes imperceptibles. Martínez explícitamente cita a Chesterton en el Capítulo 25 de su novela.
- Las obras de Chesterton han sido elogiadas por autores como Ernest Hemingway, Graham Greene, Frederick Buechner, Evelyn Waugh, Jorge Luis Borges, Arturo Jauretche, Gabriel García Márquez, Fernando Savater, Karel Čapek, Paul Claudel, Dorothy L. Sayers, Agatha Christie, Julio Cortázar, Sigrid Undset, Ronald Knox, Kingsley Amis, W. H. Auden, Anthony Burgess, E. F. Schumacher, Orson Welles, Dorothy Day, Franz Kafka, Gene Wolfe, Juan Manuel de Prada y Slavoj Žižek.
- Ingmar Bergman considera la pequeña obra de teatro "Magic" una de sus favoritas. Bergman señala que se inspiró en esta obra para su película The Magician, de 1958, pero no deben compararse ambas, ya que si bien la temática es la misma, se abordan de dos puntos de vista distintos.
- El videojuego Deus Ex tiene extractos de El hombre que fue jueves.
- La banda de heavy metal Iron Maiden usa el comienzo de un poema de Chesterton en el comienzo de su canción Revelations de su disco Piece of Mind de 1983.
- La Universidad Seton Hall en el "South Orange" de "Nueva Jersey" tiene un instituto teológico nombrado en honor a G. K. Chesterton.
- En España existen varias asociaciones y blogueros que se dedican a la difusión de su pensamiento. En este sentido cabe mencionar que, en 2008, la Universidad CEU San Pablo instituye el llamado Club Chesterton, fundado por Pablo Gutierrez Carreras. Destacó el Club Chesterton Murcia, dirigido por Alvaro Guzmán Galindo.
- En su conciertos la band celtic punk Dropkick Murphys suena con una imagen de Chesterton sobre el bombo de los tambores. El tamborilero de los Dropkick Murphys, Matt Kelly, ha explicado que Chesterton es mi héroe. Ha dado contribuciones importantes a la teología, a la economía y a la literatura. Pero sobre todo, era un intelectual que sabía respetar a sus adversarios.[37]
- Ha influido profundamente en el pensamiento del escritor Juan Manuel de Prada.[38][39][40][41]

## Literatura y biografías sobre Chesterton
En inglés
- Cooney, A., "G.K. Chesterton, One Sword at Least", Third Way Publications, London, 1999. ISBN 0-9535077-1-8
- Coren, M., "Gilbert: The Man Who Was G. K. Chesterton'", Paragon House, New York, 1990.
- Kenner, H., "Paradox in Chesterton", 1947.
- Paine, R., "The Universe and Mr. Chesterton", Sherwood Sugden, 1999. ISBN 0-89385-272-X
- Joseph Pearce, "Wisdom and Innocence - A Life of G.K.Chesterton", Hodder & Stoughton, London, 1996. ISBN 0-340-67132-7
- Ward, M., "Gilbert Keith Chesterton" Sheed & Ward, 1944.
- Marshall McLuhan escribió un artículo sobre G.K. Chesterton, titulado "G.K. Chesterton: A Practical Mystic" (Dalhousie Review 15 (4), 1936).
- EWTN transmite una serie de televisión, G. K. Chesterton: The Apostle of Common Sense, que se enfoca en Chesterton y sus obras.
- Ker, Ian, "G. K. Chesterton: A Biography", 2012.
- Carpetenter, Nancy, "The Woman Who Was Chesterton", ACS Books, Bloomongton, 2015. ISBN 978-1-50510-478-3 está enfocado en la vida de Frances, esposa de G.K. Chesterton, y abre una ventana hacia la vida familiar de ambos.

En español
- Eduardo Blas María Allegri (1996). Aproximación a Chesterton. Educa. ISBN 978-950-523-034-1.
- Ayuso, Miguel (2001). Chesterton, caballero andante. Buenos Aires.
- Pearce, Joseph (2009). G.K. Chesterton: sabiduría e inocencia. Encuentro Ediciones. ISBN 9788474909647.
- Luis Ignacio Seco (2006). Chesterton: un escritor para todos los tiempos (2ª edición). Ediciones Palabra. ISBN 9788482399638.